# Bothrocara pusillum
Bothrocara pusillum es una especie de pez de la familia de los Zoarcidae en el orden de los perciformes.

## Morfología
Los machos pueden llegar a alcanzar los 14,5 cm de longitud total.

## Hábitat
Es un pez de mar y de aguas profundas que vive entre 221-2.189 m de profundidad.

## Distribución geográfica
Se encuentra desde el est del Mar de Bering hasta el sur de la Columbia Británica . 

## Observaciones
Es inofensivo para los humanos. 